# Bamboo Union
Die Bamboo Union (chinesisch 竹联帮, Pinyin Zhū liánbāng – „Bambus-Geheimgesellschaft“) ist eine taiwanesische Triade, welche als größte und mächtigste kriminelle Organisation der Republik China gilt. Die Mitglieder bestehen größtenteils aus Waishengren (Festlandchinesen) und die Gang gilt als historisch eng mit der Kuomintang (KMT) verbunden, mit der sie sich vor der Demokratisierung Taiwans an der Unterdrückung der Opposition beteiligte. Mitglieder der Bamboo Union sind dafür bekannt, dass sie sich als „Geschäftsleute“ bezeichnen, aber in Wirklichkeit sind sie in kriminelle Aktivitäten wie Morde und den Drogenhandel verwickelt. Die Bande soll 2005 über rund 10.000 Mitglieder verfügt haben.

## Geschichte
Nach dem Ende des chinesischen Bürgerkriegs flüchteten Millionen Anhänger der Kuomintang nach Taiwan, was zu sozialen Konflikten zwischen den als Waishengren („Menschen aus anderen Provinzen“) bezeichneten Neuankömmlingen und den zuvor bereits ansässigen Benshengren („Menschen aus der hiesigen Provinz“) führte. Die Bamboo Union wurde 1957 von Waishengren-Jugentlichen in Yonghe gegründet, die sich vor Übergriffen durch Hoklo-Jugendliche schützen wollten. Nach ihren Anfängen als Straßengang machte sich die Bande zunächst einen Namen im „Schutz“-Geschäft und erpresste Geld von örtlichen Geschäften und Fabriken, aber die Kassen quollen über, als Tausende von gut bezahlten amerikanischen GIs nach Taipeh strömten, um sich vom Vietnamkrieg zu erholen. Durch den Aufschwung des Nachtlebens machte die Gang große Profite durch Drogenhandel und Prostitution.
In den 1970er Jahren expandierte die Bamboo Union nach Übersee, als die Triade weltweit aktiv wurde und in den USA, Hongkong, Japan und auf den Philippinen operierte. Ende der 1960er Jahre migrierte Chang An-lo, Spitzname „Weißer Wolf“ und späterer Anführer der Gruppe nach Las Vegas, um die Aktivitäten der Bamboo Union in den Chinatowns von Kalifornien und den Spielhallen von Las Vegas zu überwachen. In den 1980er Jahren verkaufte der korrupte Gouverneur einer philippinischen Provinz der Bande eine große Menge an Schusswaffen.
Die Bamboo Union war eng mit der KMT und der herrschenden Familie von Chiang Kai-shek verbunden, der schon auf dem Festland mit Kriminellen zusammengearbeitet hatte. Die Bamboo Union war ein wichtiger Bestandteil des „Weißen Terrors“ der KMT und ermordete Regimekritiker im Auftrag von Chiang. So wurden die Gangster der Bamboo Union wissentlich von taiwanesischen Regierungsbehörden wie dem Geheimdienst beschäftigt. Die Gangster der Bamboo Union wurden von der KMT sogar an Militär-, Polizei- und Geheimdienstakademien zugelassen, was es den Gangstern ermöglichte, bis an die Spitze der Regierung aufzusteigen. Anfang der 1980er Jahre wurde die Bande noch mächtiger, als sie sich mit den „Iron Blood Patriots“ zusammentat, um Missionen in Übersee durchzuführen. Im Gegenzug wurde beiden Banden ein großer Anteil am Heroinhandel zugestanden. 1984 wurde der regimekritische Journalist Henry Liu in Kalifornien von Mitgliedern der Bamboo Union ermordet. Die verantwortlichen Täter wurden bereits 1991 wieder von der taiwanischen Regierung begnadigt. Durch ein entschlosseneres Vorgehen der Behörden gegen die organisierte Kriminalität unter Chiang Ching-kuo und folgenden Präsidenten setzten sich in den 1980er und 1990er Jahren zahlreiche Gangmitglieder nach Festlandchina sowie auf die Philippinen und in andere südostasiatische Länder ab.
Auch nach der Demokratisierung Taiwans blieb die Bande einflussreich. Der langjährige Gangführer Chen Chi-li starb 2007 an Krebs. Zu seiner Beerdigung erschienen 10.000 Menschen, darunter auch hochrangige KTM-Politiker wie Wang Jin-pyng, aber auch Politiker der Demokratischen Fortschrittspartei und prominente Persönlichkeiten des Kulturlebens. 2013 kehrte der ehemalige Gangführer Chang An-lo nach Taiwan zurück, wo er von Präsident Ma Ying-jeou toleriert wurde. Er hatte davor im Exil in Shenzhen 2004 die prochinesische Partei zur Förderung der Vereinigung Chinas gegründet. Durch die Exilzeit von Chang soll die Gang enge Beziehungen zur Kommunistischen Partei Chinas aufgebaut haben, welche die kriminellen Aktivitäten der Gruppe tolerierte, solange diese sich nicht gegen Festlandchinesen richtet und die Bamboo Union für Destabilisierungsaktionen gegen die abtrünnige Insel nutzt. Das chinesische Festland soll von der Bamboo Union als sicheren Hafen für Betrug an Taiwanesen genutzt werden.
2023 sorgte ein aufsehenerregendes Bankett der Bamboo Union mit Luxusautos und Hostessen in einem Hotel in Taipeh für große Empörung. Berichten zufolge lud die kriminelle Gruppe am 6. März 1.000 Personen zu einer Neujahrsfeier ins Taipei Marriott Hotel ein, wobei 170 Frauen in traditioneller Kleidung die Gäste im Bankettsaal begrüßten. In Reaktion auf die öffentliche Machtdemonstration wurden über 100 Gangmitglieder verhaftet und Drogen, Waffen und Bargeld beschlagnahmt.

## Struktur
Die Bamboo Union gilt als diszipliniert und gut organisiert und verfügt über ein Rangsystem, Beförderungen und Vergünstigungen. Die Bande ist in etwa 13 Abteilungen (tang kou) unterteilt, die Namen wie „Tigerdivision“ oder „Drachendivision“ tragen. Gruppen von vierundzwanzig Mitglieder werden jeweils von einem „großen Bruder“ oder „da ge“ angeführt, wobei sich die Mitglieder aus Gangmitgliedern und einzelnen Geschäftsleuten zusammensetzen. Aufgrund ihrer Struktur bleiben die United Bamboo und ihre Aktivitäten in der Regel im Verborgenen. Die Beziehungen innerhalb der Bande beruhen auf gegenseitigen Vorteilen und Verpflichtungen, da sich die Mitglieder, auch wenn ansonsten keine Geschäfte miteinander machen, in Krisenzeiten aneinander wenden können. Als einigende Figur gilt Chang An-lo, der 1995 von den taiwanesischen Triaden als „Meinungsführer“ anerkannt wurde und ein solches Ansehen genießt, dass seriöse Geschäftsleute ihn um Hilfe bei der Beilegung von Streitigkeiten bitten.
Die Bande hat einen „Ethik-Kodex“ mit zehn Regeln, die alle Mitglieder befolgen müssen:
1. Die Harmonie mit den Menschen hat oberste Priorität. Wir müssen gute soziale und persönliche Beziehungen aufbauen, um uns keine Feinde zu machen.
2. Wir müssen uns um besondere Gunst und Hilfe von nicht kompromittierten Bandenmitgliedern bemühen, um gute Beziehungen zu Außenstehenden zu erhalten.
3. Das Glücksspiel ist unsere Hauptfinanzquelle. Wir müssen vorsichtig sein, wie wir damit umgehen.
4. Nimm es nicht auf dich, Dinge zu beginnen und Entscheidungen zu treffen, zu denen du nicht befugt bist. Du sollst alle Angelegenheiten zuerst mit der Gruppe und dem älteren Bruder besprechen und planen.
5. Jeder hat seine zugewiesene Verantwortung. Stiftet keine Verwirrung!
6. Wir dürfen unsere Pläne und Angelegenheiten nicht an Außenstehende weitergeben, zum Beispiel an unsere Ehefrauen, Freundinnen usw. Dies ist zu unserer eigenen Sicherheit.
7. Wir müssen mit all unseren Brüdern vereint sein und den Befehlen unseres älteren Bruders gehorchen.
8. Alles Geld, das außerhalb der Gruppe verdient wird, muss an die Gruppe abgegeben werden. Du darfst nichts davon für dich selbst behalten. Lass den älteren Bruder entscheiden.
9. Wenn du es auf wohlhabende Interessenten abgesehen hast, handle nicht voreilig. Belästige oder bedrohe Sie sie nicht. Handle so, dass sie keinen Verdacht schöpfen und keine Angst haben.
10. Wenn etwas Unerwartetes passiert, lass deine Brüder nicht im Stich. Wenn du verhaftet wirst, übernehme die gesamte Verantwortung und Schuld. Ziehe die Brüder nicht mit hinein.

## Aktivitäten
Die Mitglieder der Bamboo Union sollen eine ganze Reihe von illegalen Aktivitäten verwickelt sein, von den üblichen Aktivitäten wie Prostitution, Glücksspiel und Erpressung auf lokaler Ebene bis hin zu Waffenhandel, Drogenschmuggel und Menschenhandel auf globaler Ebene. Die Bamboo Union hat zahlreiche Auftragsmorde verübt, darunter auch im Ausland. Im Drogenhandel sollen die Kontakte der Bande bis nach Nordkorea reichen. Neben Asien sollen auch westliche Länder wie die USA, Kanada, Großbritannien, Frankreich und Australien zu den Operationsgebieten gehören. Auf Taiwan soll die Bamboo Union zahlreiche Wirtschaftszweige infiltriert haben, wie den Bausektor, Sicherheitsdienste, Gastronomie und Nachleben, Inkassounternehmen und Kleingewerbe.
Die Gang gilt als eng mit der Politik verbunden und zahlreiche Mitglieder und Verbündete der Gruppe nehmen hochrangige Positionen in der Lokalpolitik ein, oder sitzen sogar im nationalen Parlament. Die Allianz mit der KMT beruhte auf einer gemeinsamen Unterdrückung der Opposition und später auf der Mobilisierung von Wählerstimmen. Politiker, die mit Gangstern zusammenarbeiten, wurden der Angebotsmanipulation und anderer Betrügereien beschuldigt, z. B. bei öffentlichen Großprojekten. Obwohl die Zusammenarbeit zwischen Politik und organisierter Kriminalität durch Gegenmaßnahmen abgeschwächt haben, sollen sich alte Netzwerke besonders in ländlichen Gegenden erhalten haben.
Die Bamboo Union soll enge Kontakte zu den japanischen Yakuza unterhalten.